# New Chapter No.1: The Chance of Love
New Chapter #1: The Chance of Love là album phòng thu Hàn Quốc chính thức thứ tám của bộ đôi nhạc pop Hàn Quốc TVXQ. Nó được phát hành vào ngày 28 tháng 3 năm 2018 bởi SM Entertainment. Đây là album tiếng Hàn đầy đủ đầu tiên của bộ đôi kể từ khi họ rời quân đội Hàn Quốc, họ đã phục vụ từ năm 2015 đến 2017. The Chance of Love được mô tả là một album "gợi cảm một cách trưởng thành", với nhiều bài hát trong album theo sau phong cách âm thanh đô thị bao gồm nhiều thể loại khác nhau, bao gồm nhạc điện tử, R&B, jazz pop và pop ballad. "The Chance of Love", một bài hát khiêu vũ lấy cảm hứng từ nhạc swing jazz, là đĩa đơn của album, với bài hát pop giữa tiết tấu "Love Line" là đĩa đơn quảng cáo tiếp theo của album.
The Chance of Love nhận được nhiều ý kiến trái chiều từ các nhà phê bình âm nhạc Hàn Quốc, những người cảm thấy album thiếu tính nhất quán âm nhạc, nhưng ca ngợi những màn trình diễn giọng hát của bộ đôi. Tại Hàn Quốc, album đã xuất hiện ở vị trí số một trên Bảng xếp hạng album Gaon, số một liên tiếp thứ năm của TVXQ trên bảng xếp hạng và đã di chuyển 110.000 bản trong tháng đầu tiên. Nó đã kết thúc năm là album bán chạy thứ 14 của Hàn Quốc. Album phần tiếp theo, New Chapter #2: The Truth of Love, được phát hành vào ngày 26 tháng 12 năm 2018.

## Danh sách bài hát
| STT              | Nhan đề                                                          | Phổ lời                                                 | Phổ nhạc                                                         | Thời lượng |
| ---------------- | ---------------------------------------------------------------- | ------------------------------------------------------- | ---------------------------------------------------------------- | ---------- |
| 1.               | "평행선 (Love Line)" (Pyeonghaengseon lit. Parallel Lines)       | Kim Min-ji ( Jam Factory ) ZNEE (Joombas)               | Jake Torrey Noah Conrad Khristian Araneda                        | 3:16       |
| 2.               | "운명 (The Chance of Love)" (Wunmyeong lit. "Fate")              | Yoo Young-jin                                           | Jihad Rahmouni Lorenzo Fragola Haris Alagic Yoo                  | 3:27       |
| 3.               | "다 지나간다... (Broken)" (Da Jinaganda... lit. "It Will Pass")  | Cho Yun-kyung                                           | Jin Suk Choi Nermin Harambasic Jakob Mihoubi Rudi Daouk          | 3:28       |
| 4.               | "Only For You"                                                   | Lee Hee-jun Lee Su-ran (Jam Factory)                    | Delly Boi (Joombas) Davey Nate (Joombas) Jass Reyes              | 2:56       |
| 5.               | "퍼즐 (Puzzle)" (U-Know Yunho solo)                              | Jung Jan-dee (Jam Factory)                              | LDN Noise Adrian McKinnon Tay Jasper                             | 3:04       |
| 6.               | "Closer" (Max Changmin solo)                                     | Hwang Ji-won (Jam Factory) Bong Eun-young (Jam Factory) | Rahmouni Duncan de Moor                                          | 3:08       |
| 7.               | "Bounce"                                                         | Lee Su-ran Le'mon (Joombas/EKKO)                        | Kyle MacKenzie Keir MacCulloch Hannah Wilson Aston Merrygold Yoo | 3:18       |
| 8.               | "Wake Me Up"                                                     | realmeee                                                | Coach & Sendo Andrew Choi                                        | 3:35       |
| 9.               | "게으름뱅이 (Lazybones)" (Geeureumbaengi lit. "Idler")           | Park Chang-hyun                                         | Park Chang-hyun                                                  | 4:00       |
| 10.              | "새벽 공기 (Without You)" (Saengbyeok Gonggi lit. "Air of Dawn") | Lee Su-ran                                              | Marcus Lindberg Hjalmar Wilen Yoko Hiramatsu                     | 3:15       |
| 11.              | "Sun & Rain"                                                     | JQ and Lee Ji-hye (makeumineworks) Shim Chang-min       | Mathew Tishler Aaron Benward Felicia Barton Yoon Gun             | 3:29       |
| Tổng thời lượng: | Tổng thời lượng:                                                 | Tổng thời lượng:                                        | Tổng thời lượng:                                                 | 36:56      |

## Bảng xếp hạng âm nhạc
| Bảng xếp hạng (2018)  | Xếp hạng |
| --------------------- | -------- |
| Album Hàn Quốc (Gaon) | 1        |